# Valkjärvi (sjö i Finland, Kymmenedalen, lat 60,60, long 27,57)
Valkjärvi är en sjö i Finland. Den ligger i kommunen Vederlax i landskapet Kymmenedalen, i den södra delen av landet, 150 km öster om huvudstaden Helsingfors. Valkjärvi ligger 39 meter över havet. I omgivningarna runt Valkjärvi växer i huvudsak barrskog. Arean är 12,9 hektar och strandlinjen är 1,81 kilometer lång. Sjön  ingår i Virojokis huvudavrinningsområde. 